# 马克·雅各布森
马克·雅各布森（英語：Mark Jacobsen，1968年6月4日—），澳大利亚男子草地滚球运动员。他曾代表澳大利亚参加1998年英联邦运动会草地滚球比赛，获得男子双人金牌。